# 紅眼蝶亞族
紅眼蝶亞族（學名：Erebiina）是眼蝶族中的一個亞族。分佈於全北界。

## 分類
- 紅眼蝶屬 Erebia
- 原紅眼蝶屬 Proterebia